# Al Muwatta

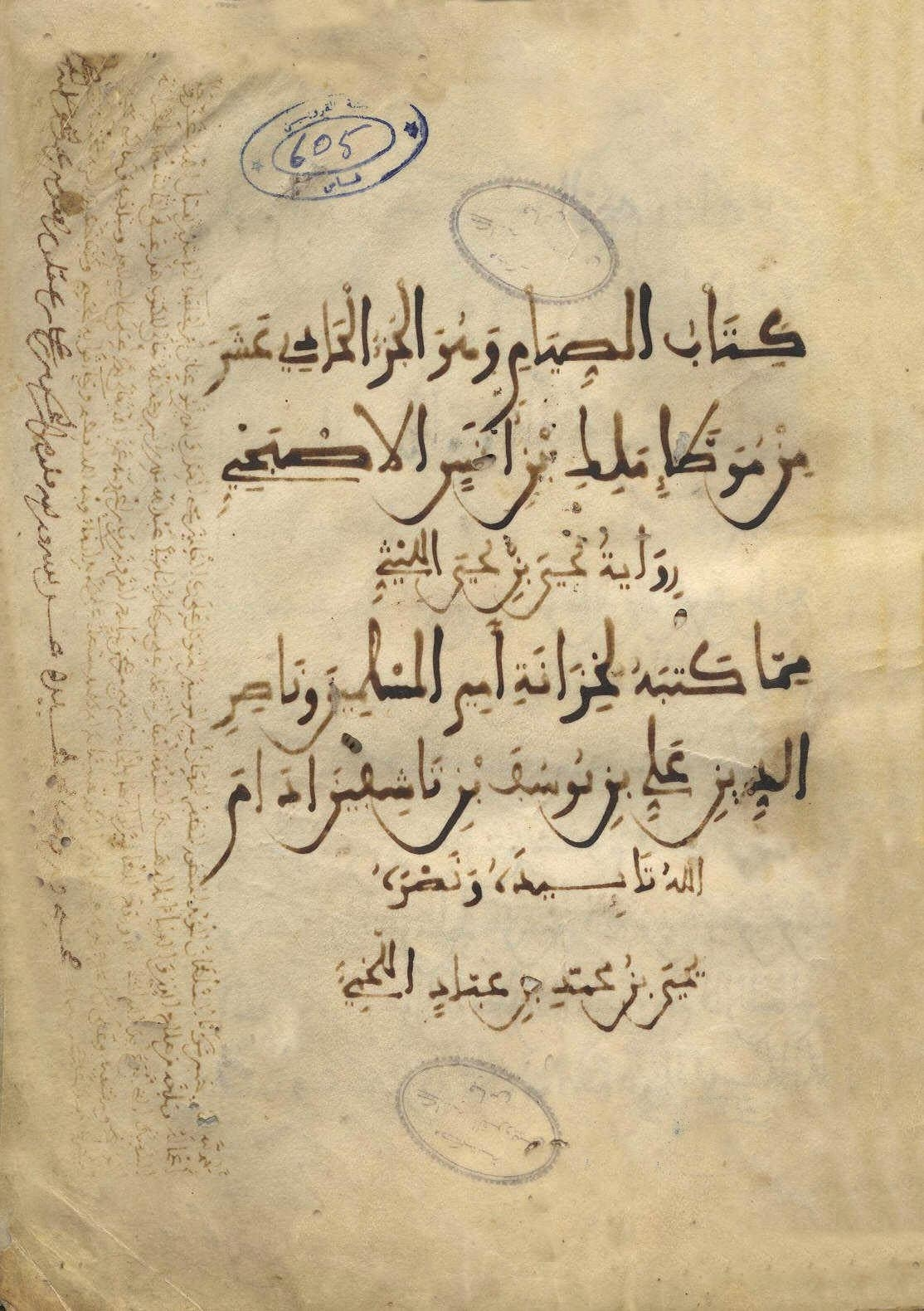
Cubierta del Libro de Sáum del Al-Muwatta sobre pergamino. Fabricado para la biblioteca privada de Ali ibn Yusuf ibn Taschfin en Marrakech en el año 1107.

El Al Muwatta (الموطأ) es la compilación de leyes más antigua del Islam. Es una compilación hecha por el Imam Malik (o Malik ibn Anas) de hadices de Mahoma que forman la base de la jurisprudencia en el islam. El libro incluye rituales, ritos, costumbres, tradiciones, normas y leyes del tiempo de Mahoma.

## Contenido
El Al-Muwatta consiste en aproximadamente 1720 hadices divididos así:
- 600 hadices marfu
- 613 hadices mawquf
- 285 hadices maqtu
- 222 hadices mursal

- Datos: Q1050556
- Multimedia: Muwatta Imam Malik / Q1050556